# Konrad von Nürnberg
Konrad von Nürnberg, także Conradus de Norenberch, Nurenberg, Nurberk (urodz. ?, zm. 30 sierpnia 1264 lub później) – mistrz krajowy Niemiec w latach 1257–1264.

## Życiorys
Konrad von Nürnberg należał do pochodzącej z Norymbergi rodziny burgrabiów. Przyjmuje się mógł być synem Konrada I von Nürnberg oraz córki hrabiego Fryderyka II von Leiningen.
Nic nie wiadomo o służbie Konrada von Nürnberg w szeregach Zakonu krzyżackiego przed rokiem 1251, w którym to towarzyszył mistrzowi krajowemu Niemiec Eberhardowi von Sayn podczas jego misji w Prusach. Przypuszczać można, że miał on już za sobą długi staż w zakonie, a świadczyć może o tym fakt umieszczenia go jako frateres domus seniores na odnowionym przez Eberharta akcie lokacyjnym Torunia i Chełmna. Jako że przeprowadzana przez ówczesnego niemieckiego mistrza krajowego inspekcja dotyczyła również prowincji inflanckiej, Konrad von Nürnberg od lipca 1252, przebywał na terenach należących do inflanckiej gałęzi zakonu krzyżackiego. Nie wiadomo czy towarzyszył Eberhardowi von Sayn do końca misji, wiadomo natomiast, że w lipcu 1254 roku, w Inowrocławiu, znajdował się w świcie przybyłego do prowincji pruskiej wielkiego mistrza Poppona von Osternohe. Trzy lata później Konrada von Nürnberg osiągnął swój szczyt zakonnej kariery. W roku 1257 zastąpił, rezygnującego z funkcji mistrza krajowego Niemiec Dytryka von Grüningen. Urząd ten na pewno piastował do lutego 1264 roku. Źródła podają, nie precyzując roku, że zmarł on 30 sierpnia. Można przyjąć założenie, że data śmierci Konrada von Nürnberg to 30 sierpnia 1264 roku.